# 헤어 왁스

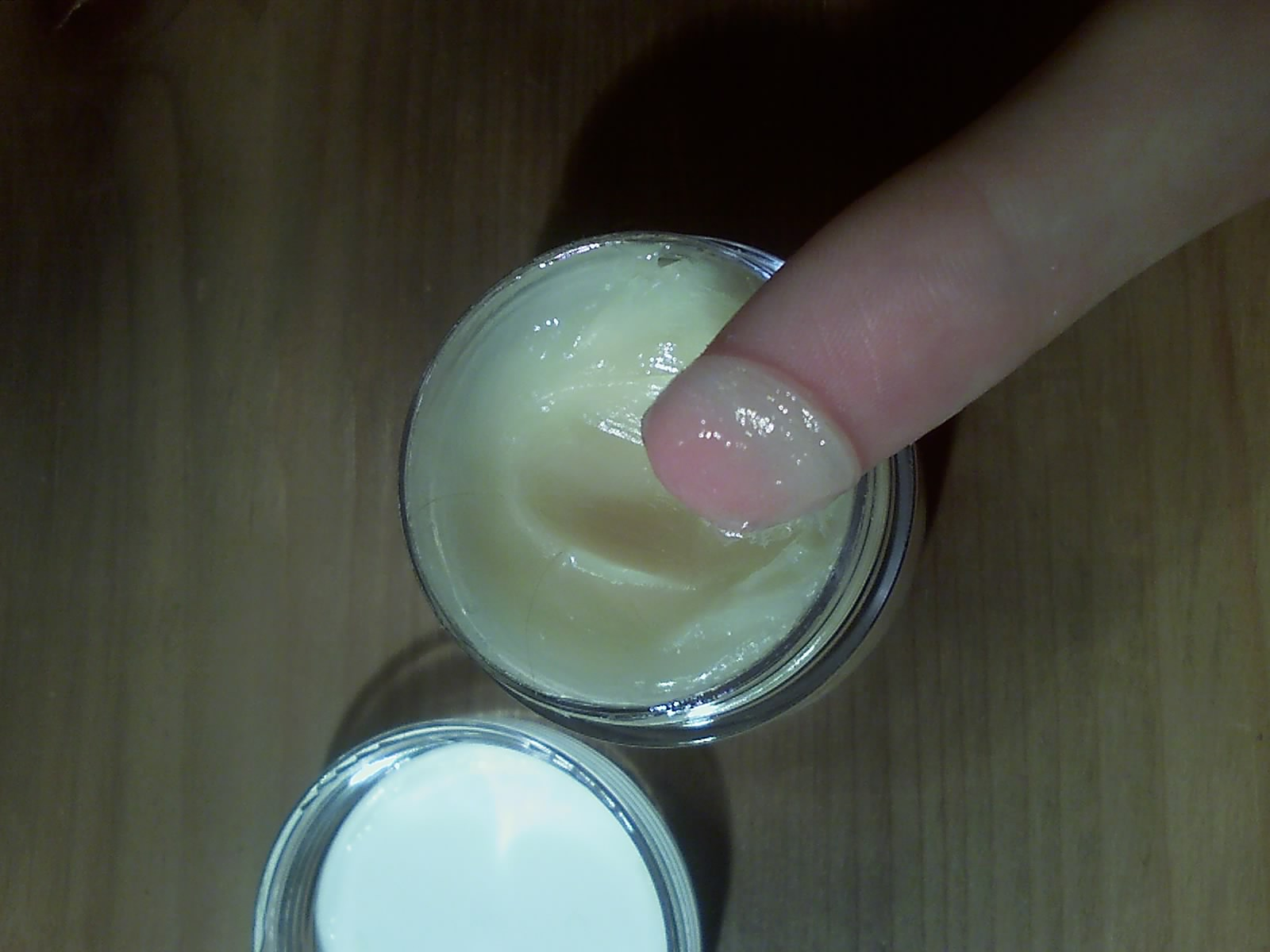

헤어 왁스(hair wax)는 머리카락의 고정을 돕기 위해 사용되는, 왁스가 포함된 헤어스타일링 제품이다. 대부분이 알코올로 구성되는 헤어 젤과 달리 헤어 왁스는 유연한 채로 유지되며 잘 마르지 않는다. 그러므로 헤어 왁스는 오늘날 인기가 상승 중에 있다. 제품의 질감, 일관성, 목적은 다양하며 제조업체에 따라 제각기 다른 목적이 존재한다.
헤어 왁스는 수천년 간 사용되어 왔으며 왁스 비누와 같은 물질은 고대 갈리아인에 의해 발명되었다.